# Maria Majó i Merino
Maria Majó Merino (Arenys de Munt, Maresme, 25 de juliol de 1986) és una jugadora d'hoquei patins i de roller derby catalana, i també metgessa.
Formada en el Centre d'Esports Arenys de Munt, va jugar en la posició de defensa durant disset temporades. Amb el club aconseguí dues Lligues catalanes, un Campionat d'Espanya i un Subcampionat d'Europa la temporada 2006-07. Internacional tant amb la selecció catalana com amb l'espanyola, va guanyar la Copa Amèrica de 2011 representant Catalunya, i el Campionat del Món de 2008 i d'Europa de 2009, representant Espanya.
Es retirà temporalment de la pràctica de l'hoquei sobre patins al final de la temporada 2011-12 per dedicar-se a preparar l'examen MIR. Posteriorment retornà a l'hoquei patins del 2013 al 2016, any en què feu novament una pausa en la seva carrera esportiva, aquest cop per a ser mare. Participà com a metgessa de la selecció espanyola d'hoquei patins al mundial de Xile 2016. L'any 2018 va retornar a la competició en la modalitat de roller derby, aconseguint amb el CHP Bigues i Riells la primera Copa d'Espanya, celebrada a Mollet del Vallès. També participà amb la selecció espanyola al World Roller Games de Barcelona 2019, aconseguint la medalla de bronze.
Entre d'altres distincions, l'any 2008 va rebre el Diploma de Mèrit de la Federació Espanyola de Patinatge i també va ser nomenada millor esportista de l'any d'Arenys de Munt.

## Palmarès

### Hoquei sobre patins
Clubs
- 2 Lligues catalanes d'hoquei patins femenina: 1999-00, 2001-02
- 1 Campionat d'Espanya d'hoquei patins femení: 2003-04

Selecció catalana
- 1 medalla d'or a la Copa Amèrica d'hoquei patins femenina 2011
- 1 medalla de plata a la Copa Amèrica d'hoquei patins femenina 2007

Selecció espanyola
- 1 medalla d'or al Campionat del Món d'hoquei patins femení: 2008
- 1 medalla de bronze al Campionat del Món d'hoquei patins femení: 2010
- 1 medalla d'or al Campionat d'Europa d'hoquei patins femení: 2009

### Roller derby
Clubs
- 1 Copa d'Espanya de roller derby: 2019

Selecció espanyola
- 1 medalla de bronze als Jocs Mundials de Patinatge: 2019

## Rerències
1. ↑  «Maria Majó i Merino». Enciclopèdia de l'esport català.  Barcelona:  Grup Enciclopèdia Catalana.
2. ↑  «hoquei sobre patins». Enciclopèdia de l'esport català.  Barcelona:  Grup Enciclopèdia Catalana.
3. ↑  «El CHP Bigues i Riells, format per ex jugadores d'hoquei patins, guanya la I Copa d'Espanya a Mollet».   Federació Catalana de Patinatge, 26-05-2019. [Consulta: 8 octubre 2019].
4. ↑  N.G. «Plata i bronze en el Mundial per a les seleccions masculina i femenina de 'roller derby'». Ara, 13-07-2019. [Consulta: 8 octubre 2019].
5. ↑  «La Real Federación Española de Patinaje hará entrega de 18 Diplomas de Mérito» (en castellà). RFEP, 20-11-2008. [Consulta: 8 octubre 2019].
6. ↑  «María Majó i Enric Daumal millors esportistes de l'any».   Ajuntament d'Arenys de Munt, 18-11-2008. [Consulta: 8 octubre 2019].[Enllaç no actiu]